# Crenicichla wallacii
Crenicichla wallacii — вид цихлід, що походить із Південної Америки. Він зустрічається в басейні річки Ессекібо, Гаяна. Цей вид сягає завдовжки 8,5 см (3,3 дюйм).
Риба названа на честь англійського натураліста Альфреда Рассела Воллеса (1823—1913), який зібрав, але згодом загубив під час транспортування, і проілюстрував подібний вид (ймовірно, C. notophthalmus), який, на думку Рігана, міг бути ідентичним цьому, у його експедиція до регіону Ріо-Негро та Ріо-Уаупес у 1850—1852 рр.